# Estrella de Kapteyn

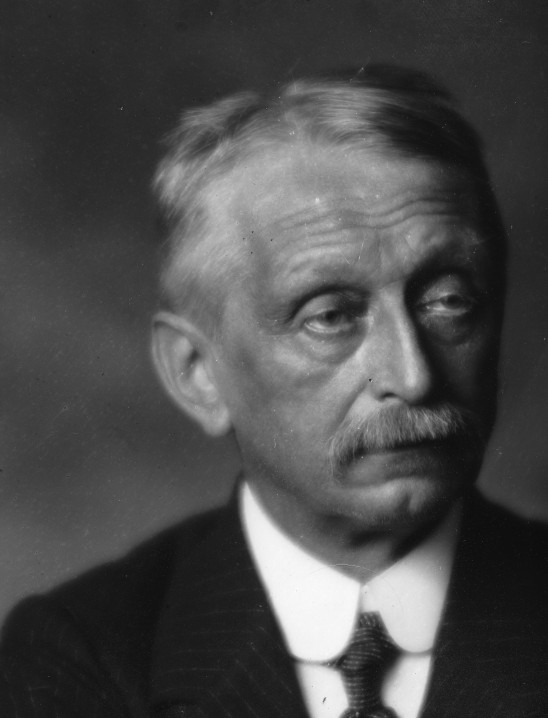
Jacobus Cornelius Kapteyn, astrónomo holandés que descubrió la estrella de Kapteyn

La estrella de Kapteyn (HD 33793 / GJ 191) es una estrella que se encuentra a 12,8 años luz del sistema solar.
GJ 1061, a 3,7 años luz de distancia, es la estrella conocida más cercana a ella.
Situada en la constelación de Pictor, al noroeste de β Pictoris, la estrella de Kapteyn tiene magnitud aparente +8,89, por lo que no es visible a simple vista.

## Descubrimiento
La estrella de Kapteyn fue descubierta en 1897 por Jacobus Kapteyn —a quien debe su nombre— durante su trabajo en el «Cape Photographic Durchmusterung».
Desde entonces ha atraído la atención de los astrónomos, en parte por su alta velocidad espacial relativa al Sol, descubierta en 1909.
En 1924 fue clasificada como enana roja de tipo espectral M1V por las líneas de TiO en su espectro, siendo su brillo al menos dos magnitudes más bajo de lo que cabría esperar para una estrella de su clase.
Un posterior estudio de su espectro en 1976 puso de manifiesto la intensidad de las líneas debidas a CaH y MgH así como la debilidad de las líneas de TiO.

## Características físicas y químicas

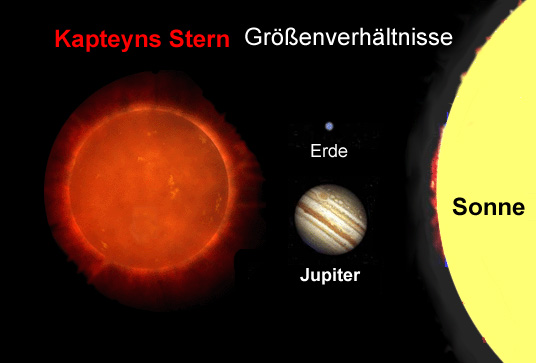
Comparación del tamaño de la estrella de Kapteyn (izquierda) y el Sol (derecha)

Aunque en una primera aproximación pudiera parecer una enana roja más de nuestro entorno, la estrella de Kapteyn es excepcional por varios motivos.
Es una subenana de tipo espectral sdM1V con una temperatura efectiva de 3570 ± 160 K.
Tiene el segundo movimiento propio más alto después de la estrella de Barnard, orbitando la Vía Láctea de forma retrógrada.
Por otra parte, exhibe una metalicidad muy baja —[M/H] = -0,86, equivalente al 14 % de la del Sol—, así como un escaso contenido relativo de elementos como hierro ([Fe/H] = -0,99) y titanio ([Ti/H] = -0,81).
Tiene una masa aproximada de 0,274 masas solares y su radio equivale al 29,3 % del radio solar.
Su luminosidad apenas supone el 0,4 % de la luminosidad solar.

## Origen
A diferencia del Sol, la estrella de Kapteyn parece ser una estrella del halo galáctico, la más cercana a nosotros entre las estrellas de esta clase. Estas estrellas —como Groombridge 1830— apenas suponen entre el 0,1 y el 0,2 % de las estrellas de nuestro entorno cercano. Normalmente se encuentran alejadas del plano de la galaxia y concentradas hacia el núcleo galáctico, aunque con órbitas muy excéntricas.
Las estrellas de halo se forman en una época o en regiones de la galaxia donde ha habido pocas supernovas y por tanto presentan una abundancia en metales baja. Esto hace que presenten un color algo más azulado que el de una enana roja normal.
Un estudio sostiene que la estrella de Kapteyn puede haberse originado en una galaxia enana esferoidal satélite de la Vía Láctea que se fusionó con esta, perdiendo la mayor parte de su masa durante este proceso.
La estrella de Kapteyn sería una de las estrellas rezagadas durante el acercamiento de dicha galaxia a su órbita final.
Su remanente actual puede ser el cúmulo globular Omega Centauri, cuya órbita retrógrada es semejante a la de la estrella de Kapteyn y cuyos miembros muestran un contenido metálico análogo al de esta estrella.

## Variabilidad
La estrella de Kapteyn está catalogada como estrella variable, siendo la variación de su brillo de 0,32 magnitudes.
Por ello también recibe la denominación, en cuanto a estrella variable, de VZ Pictoris.

## Sistema planetario
En 2014 se anunció que la estrella de Kapteyn alberga dos planetas de baja masa, Kapteyn b y Kapteyn c. Kapteyn b es el planeta habitable más antiguo conocido potencialmente, se estima que tiene 11 000 millones años de edad.
Los planetas están casi exactamente en una conmensurabilidad de período de 5:2, pero las resonancias no pudieron ser confirmadas en el momento del descubrimiento. La integración dinámica de las órbitas sugiere que el par de planetas están en un estado dinámico llamado de resonancia de corrotación absidal (la diferencia de longitud de perihelios está en libración), que por lo general implica que el sistema es dinámicamente estable durante largos plazos. El anuncio del sistema planetario fue acompañado por un corto relato de ciencia ficción, "Sad Kapteyn", escrito por el escritor Alastair Reynolds.
Sistema planetario de la estrella de Kapteyn:.
| Nombre | Masa (MT)     | Semieje mayor (UA) | Período orbital (días) | Excentricidad   |
| ------ | ------------- | ------------------ | ---------------------- | --------------- |
| b      | 4,80+0,9 −1,0 | 0,168+0,006 −0,008 | 48,616+0,036 −0,032    | 0,21+0,11 −0,10 |
| c      | ≥7,0+1,2 −1,0 | 0,311+0,038 −0,014 | 121,53+0.25 −0,25      | 0,23+0,10 −0,12 |
- El rango de habitalidad para Kapteyn b es de UA: ∼0,126-0,236[9]